# Odpalenie
Odpalenie – operacja, której celem jest spowodowanie zapalenia ładunku materiału wybuchowego, ładunku miotającego w nabojach, a także  materiału pędnego w silnikach pocisków rakietowych.
Wojska inżynieryjne stosują odpalanie ogniowe, elektryczne, mechaniczne oraz detonacyjne. Do środków odpalenia ogniowego ładunku zaliczamy spłonkę pobudzającą, lont prochowy, lont wybuchowy, knot tlący, środki zapalające itp..  Odpalenie elektryczne ładunku stosuje się do jednoczesnego zdetonowania kilku ładunków oraz,  w celu jego odpalenia, w ściśle określonym czasie oraz z dowolnej odległości. Do środków odpalenia elektrycznego zalicza się: zapalnik elektryczny, przewody łączące źródło prądu takimi jak np. zapalarka lub bateria. Mogą być również wykorzystane elektryczne przewody pomiarowe oraz kontrolne. Elektryczna sieć wybuchowa to sieć przewodów, która łączy zapalnik elektryczny ze źródłem prądu, który to zapalnik może być połączony szeregowo, równolegle albo w sposób mieszany.
Odpalanie mechaniczne ładunku jest wykonywane przy pomocy zapalników mechanicznych, które powodują wybuch spłonki pobudzającej poprzez nacisk mechaniczny. Odpalanie detonacyjne polega na przeniesieniu detonacji na odległość na jaką odpalany jest ładunek aktywny, powodując wybuch ładunku biernego, który jest umieszczony w pewnej odległości, a na który działają silnie sprężone gazy mające wysoką temperaturę jaka powstaje, kiedy odpalany jest  ładunek aktywny. Spłonkę pobudzającą ustawia się w ładunkach biernych tak, żeby ich otwory zwrócić dokładnie w stronę ładunku aktywnego. Odpalenie detonacyjne ma zastosowanie podczas wysadzania grupy obiektów, albo przedmiotów, np. pali w podporze mostowej. 